# Дюрленсдорф
Дюрленсдо́рф (фр. Durlinsdorf) — коммуна на северо-востоке Франции в регионе Гранд-Эст (бывший Эльзас — Шампань — Арденны — Лотарингия), департамент Верхний Рейн, округ Альткирш, кантон Альткирш.
Площадь коммуны — 7,78 км², население — 479 человек (2006) с тенденцией к росту: 550 человек (2012), плотность населения — 70,7 чел/км².

## Население
Численность населения коммуны в 2011 году составляла 525 человек, а в 2012 году — 550 человек.
| 1962 | 1968 | 1975 | 1982 | 1990 | 1999 | 2006 | 2007 | 2011 | 2012 |
| ---- | ---- | ---- | ---- | ---- | ---- | ---- | ---- | ---- | ---- |
| 411  | 437  | 431  | 440  | 462  | 493  | 479  | 477  | 525  | 550  |

Динамика населения:

## Экономика
В 2010 году из 334 человек трудоспособного возраста (от 15 до 64 лет) 259 были экономически активными, 75 — неактивными (показатель активности 77,5%, в 1999 году — 73,5%). Из 259 активных трудоспособных жителей работали 223 человека (126 мужчин и 97 женщин), 36 числились безработными (16 мужчин и 20 женщин). Среди 75 трудоспособных неактивных граждан 23 были учениками либо студентами, 26 — пенсионерами, а ещё 26 — были неактивны в силу других причин.
На протяжении 2011 года в коммуне числилось 207 облагаемых налогом домохозяйств, в которых проживало 517 человек. При этом медиана доходов составила 24449 евро на одного налогоплательщика.

## Достопримечательности (фотогалерея)

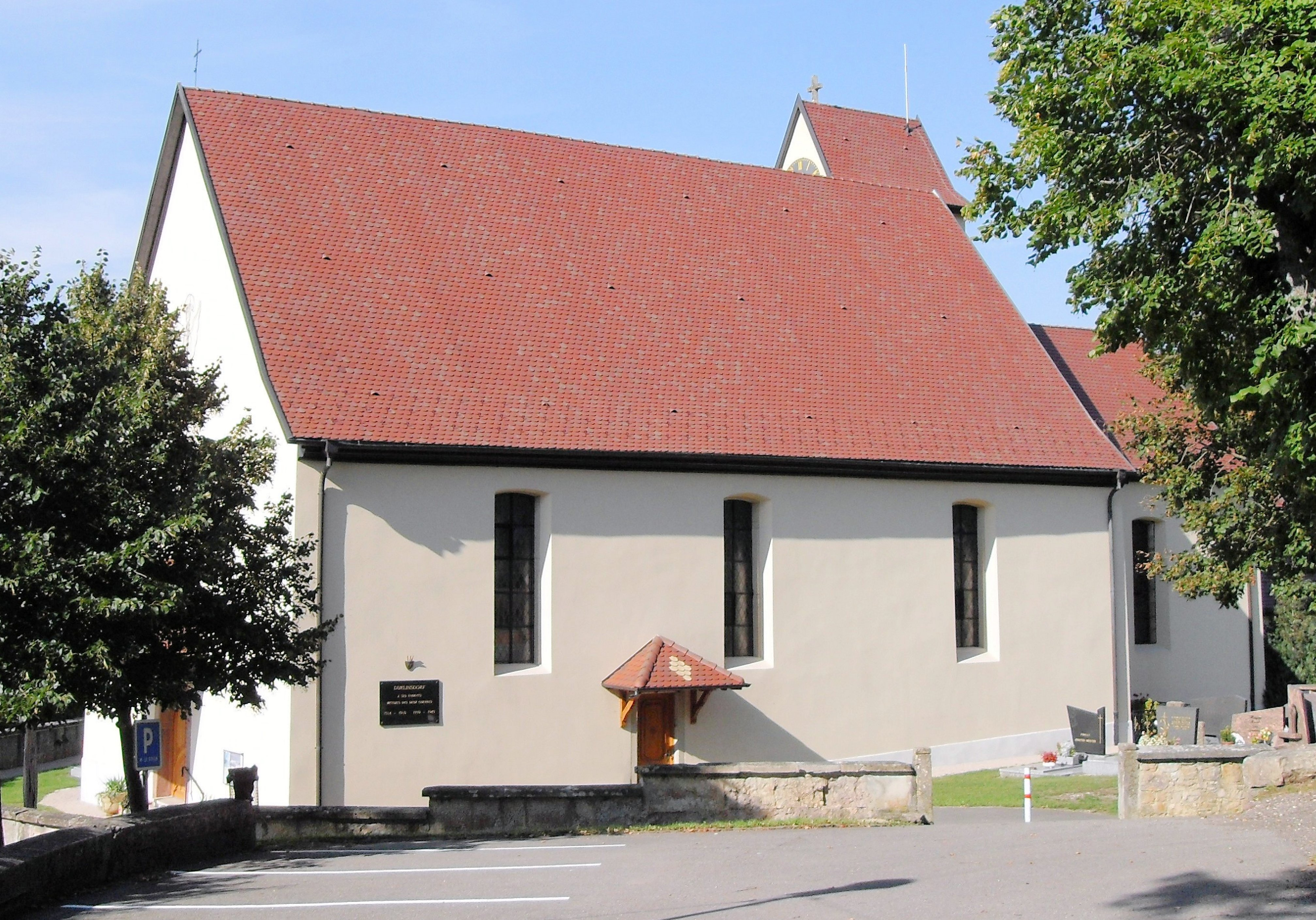
Церковь Сен-Пьер